# SsangYong Family
SsangYong Family – samochód osobowy typu SUV klasy średniej produkowany pod południowokoreańską marką SsangYong w latach 1988 – 1995.

## Historia i opis modelu

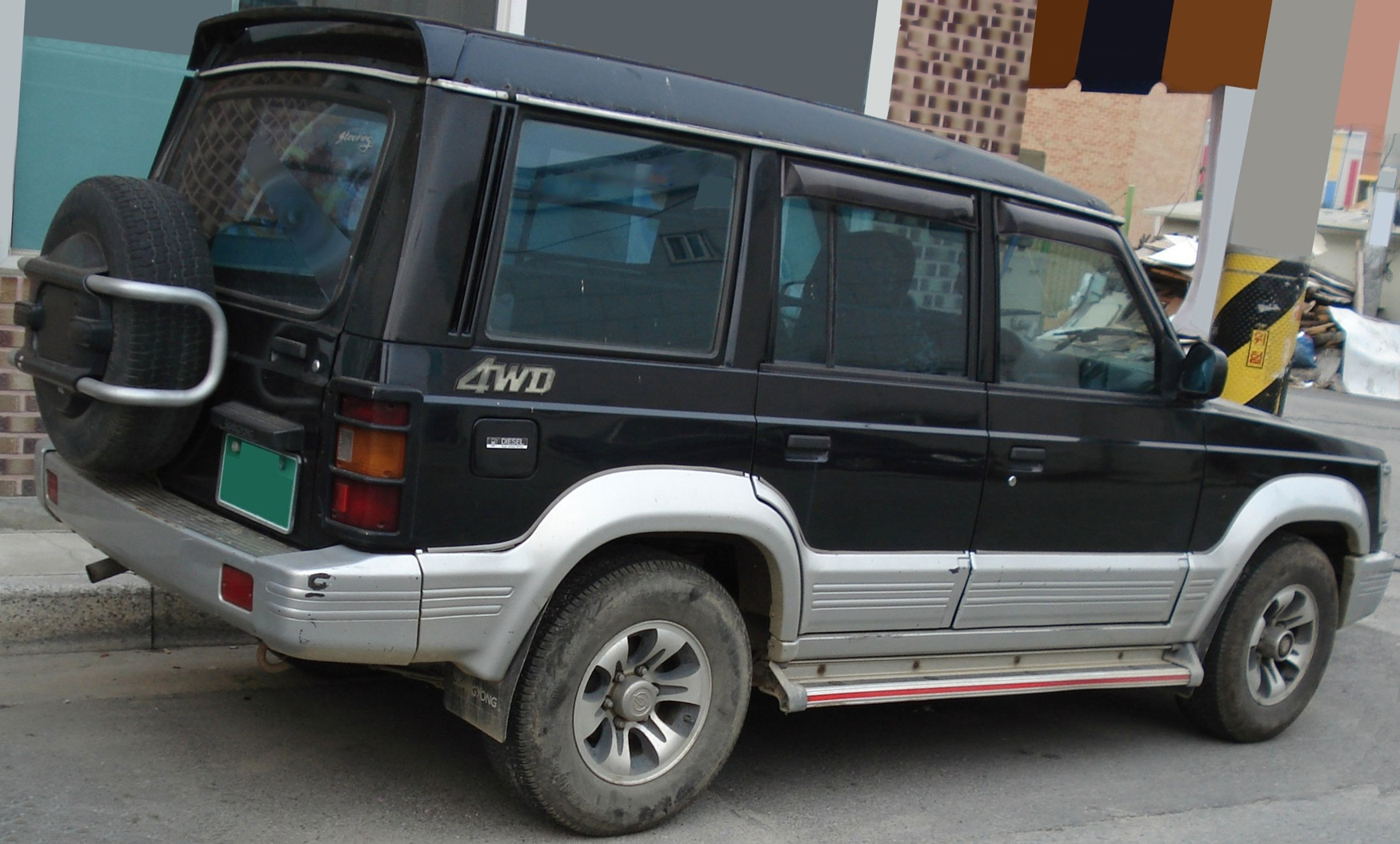
SsangYong Family - tył

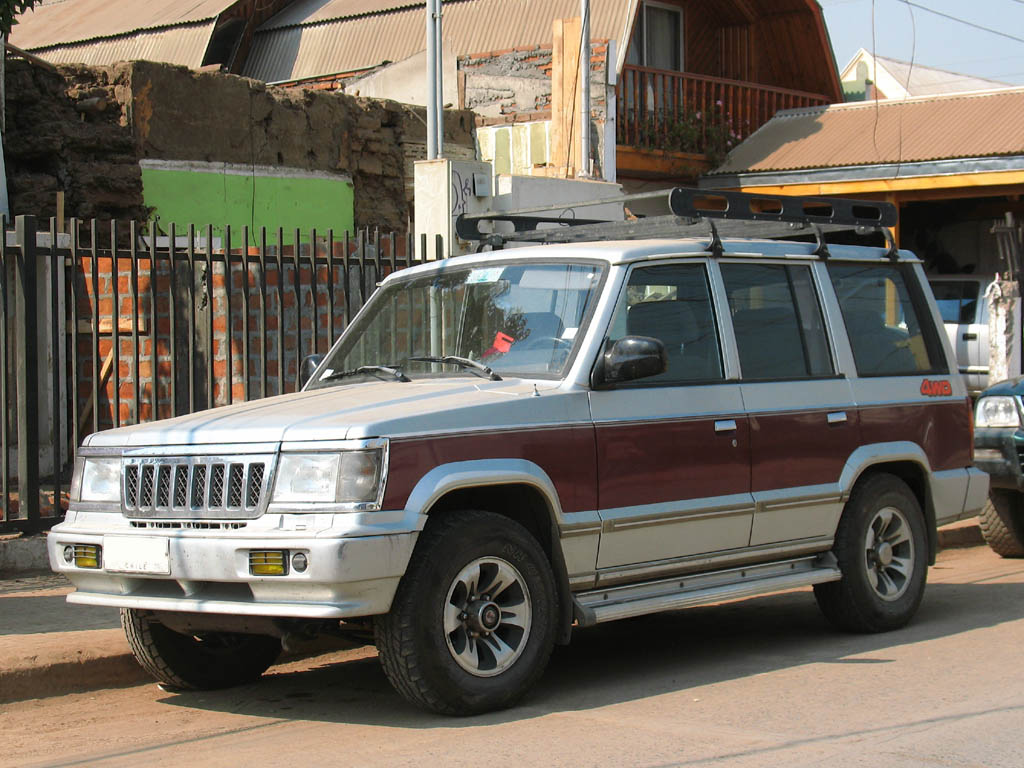
południowoamerykański SsangYong Korando Family

W 1988 roku SsangYong uzyskał licencję od japońskiego Isuzu, uruchamiając we własnych zakładach w Pyeongtaek produkcję bliźniaczego wobec Isuzu Troopera modelu Family. Samochód uplasował się w ofercie jako średniej wielkości SUV, stanowiący przestronniejszą, 5-drzwiową alternatywę dla kompaktowego modelu Korando. 
Po zakończeniu produkcji Family, rolę średniej wielkości SUV-a w ofercie SsangYonga przejął nowszy, samodzielnie opracowany model Musso.

### Sprzedaż
SsangYong Family oferowany był poza rodzimym rynkiem Korei Południowej także na wybranych rynkach eksportowych pod nazwą SsangYong Korando Family, obejmujących m.in. Amerykę Południową, Europę Zachodnią czy Azję Wschodnią.

### Silniki
- L4 2.2l DC23 Diesel
- L4 2.5l XD3P Diesel
- L4 2.6l 4ZE1